# Lioudmyla Efymenko
Lioudmyla Efymenko, en ukrainien : Людмила Пилипівна Єфименко, est une artiste née à Kiev, elle est surtout connue comme actrice et a écrit et réalisé un film.
Elle est aussi connue comme Lioudmila Illienko du nom de son époux Youri Illienko, ils ont deux fils Andreï et Filip.

## Filmographie
- 1973 : Et l'acier fut trempé : Taya, l'épouse de Kortchaguine
- 1983 : La Légende de la Princesse Olga : la princesse Olga[1]
- 1993 : Les Sceaux de l'Hetman (Гетманские клейноды)[2] de Léonide Ossyka
- 2002 : Une prière pour l'hetman Mazepa : Lioubov Kotchoubeï
- 2019 : Chlyakh Mertsia de Georgi Fomine[3]
- 1999 : Avé Maria, actrice, scénariste et réalisatrice[4]